# 義肢装具士法
義肢装具士法（ぎしそうぐしほう、昭和62年6月2日法律第61号）は、義肢装具士全般の職務・資格に関する日本の法律である。
1988年（昭和63年）4月1日に施行された。

## 構成
- 第1章 - 総則（第1条・第2条）
- 第2章 - 免許（第3条―第9条）
- 第3章 - 試験（第10条―第36条）
- 第4章 - 業務等（第37条―第42条）
- 第5章 - 罰則（第43条―第49条）
- 附則